# Oostbedumerwolde
Oostbedumerwolde is een verdwenen kerkdorp of wüstung in de gemeente Het Hogeland. Het lag ten oosten van het huidige dorp Bedum. De kerk bevond zich vermoedelijk direct ten westen van de Eemshavenweg en vlak ten noorden van de Thesingerweg. De kerk lag volgens de kloosterkaart van Siemens op het grondgebied van het klooster Sint-Annen.
Het dorp Bedorouualda (het wold van Bedum) wordt vanaf het einde van de tiende eeuw genoemd. De inwoners heetten Bederawaldmanna. Het achtervoegsel -wolde duidt erop dat er sprake was van ontgonnen wildernis. Hiervan splitste zich later het kerkdorp Oostbedumerwolde af. Rond 1475 was dit Astarabederwalda nog zelfstandig, ruim dertig jaar later niet meer. Wel bleef de school van dit dorp nog geruime tijd bestaan. Door de verlating van het dorp wordt het een van de zogenaamde wüstungen van het Centrale Woldgebied genoemd, naast o.a. Hemerderwolde en Steerwolde (mogelijk tijdelijk).